# 科学アカデミー (フランス)

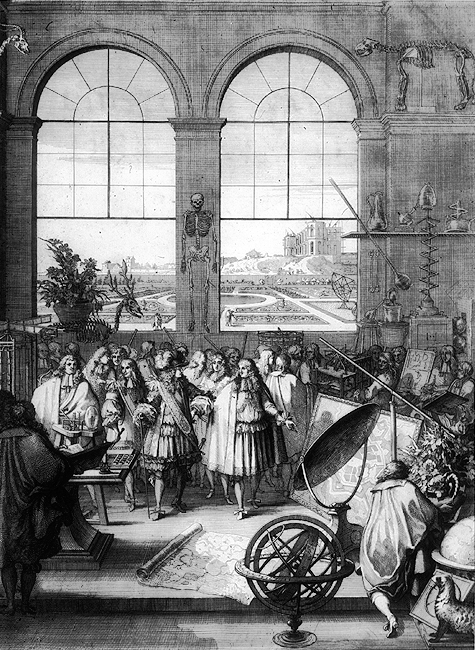
科学アカデミーを訪れたルイ14世（1671年）

科学アカデミー（かがくアカデミー、仏:Académie des sciences）は、フランス国立の学術団体で、フランス学士院を構成する団体の一つ。フランス科学アカデミー、フランス科学院、アカデミー・デ・シアンス。

## 概要
フランス国内の科学研究を活性化させ、保護すべきであるという、財務相ジャン＝バティスト・コルベールの助言を受けたルイ14世によって、1666年に創立された。最初にアカデミー会員として任命されたのは、天文学者、解剖学者、植物学者、化学者、幾何学者、技師、医師、物理学者からなる22名であった。このなかには、唯一の外国人であるクリスティアーン・ホイヘンスも含まれていた。ルイ14世から下賜された12,000リーヴルという潤沢な基金のもと、様々な実験プログラムが行われたが、コルベールの死後は戦争による財政危機のため資金供給が減少し困難な時代を迎える。
パリにて非公式な活動を続けたのち、1699年に正式に王立と認定され、本部はルーヴルに設置されることになる。会則が制定され名誉会員と年金会員の区別、「幾何学」「機械学」「天文学」「化学」「解剖学」「植物学」などの部門が設けられた。17世紀と18世紀末まで、ヨーロッパの科学研究の最前線として機能していた。フランス革命期の1793年、国民公会によるアカデミー廃止にともない一時廃止されるが、1795年にフランス学士院の一つとして再建された。

## 顕彰
- グランドメダル (フランス科学アカデミー) - 最高賞
- シャルル＝レオポール・メイエ賞
- リチャード・ラウンズベリー賞 - 米国科学アカデミーと共催
- ソフィー・ジェルマン賞